# Saint-Michel (Metro Montreal)

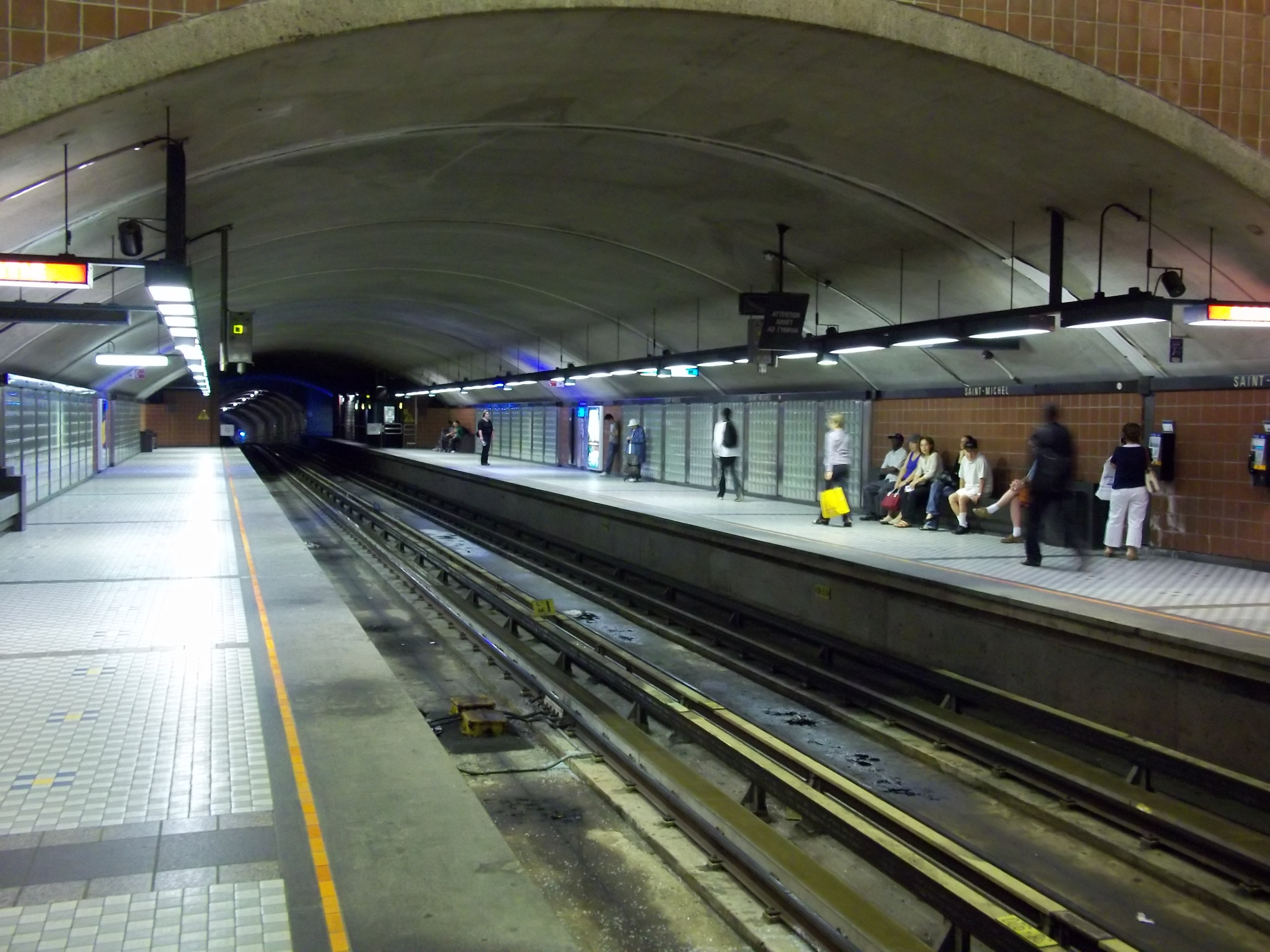
Blick auf die Bahnsteige

Saint-Michel ist eine U-Bahn-Station in Montreal. Sie befindet sich im Arrondissement Villeray–Saint-Michel–Parc-Extension an der Kreuzung von Boulevard Saint-Michel und Boulevard Shaughnessy. Es handelt sich um die nördliche Endstation der blauen Linie 2. Im Jahr 2019 nutzten 4.770.170 Fahrgäste die Station, was dem 22. Rang unter den insgesamt 68 Stationen der Metro Montreal entspricht.

## Bauwerk

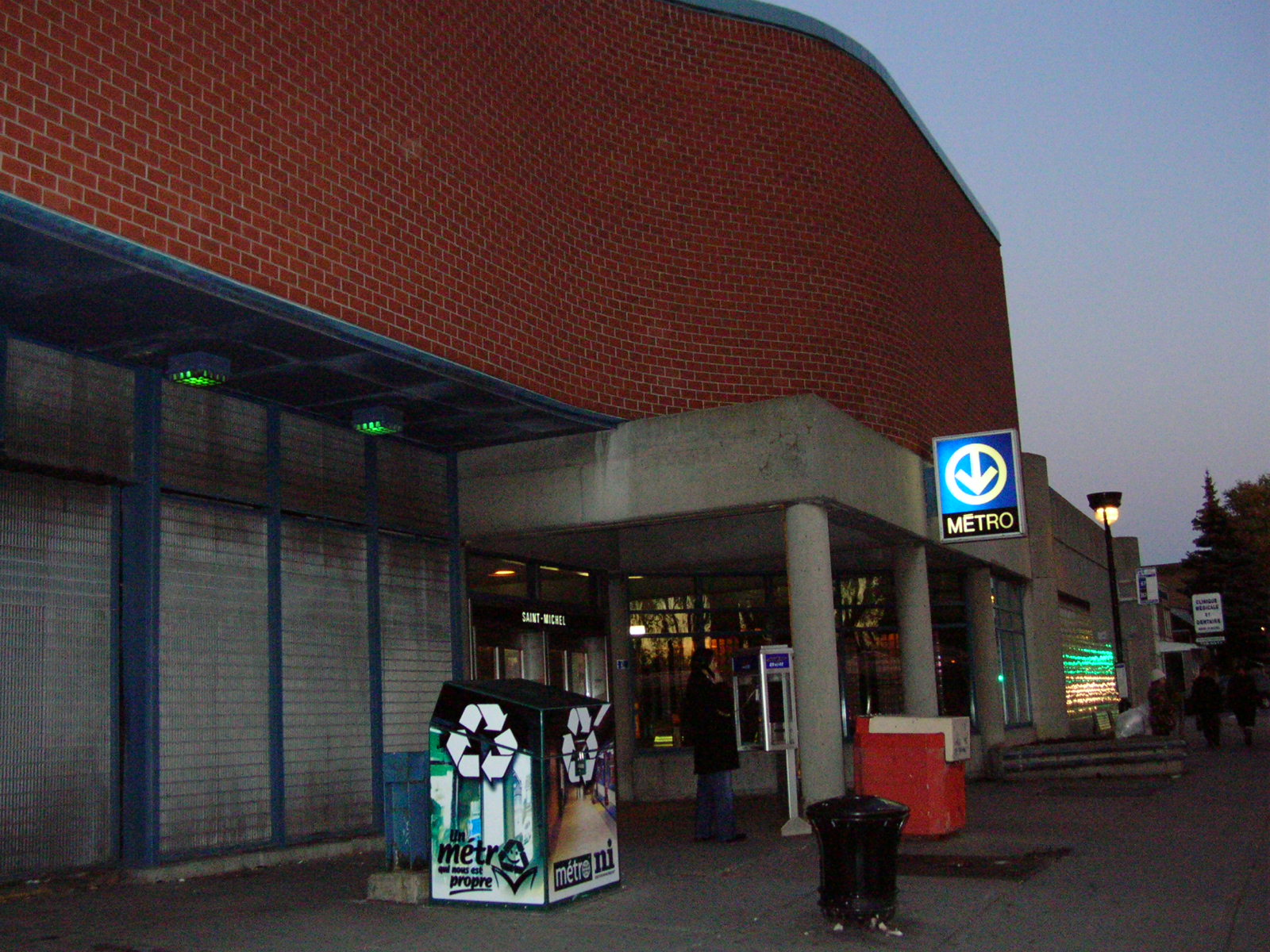
Stationseingang

Die vom Architekturbüro Lemoyne & Associés entworfene Station entstand als Tunnelbahnhof, unterbrochen von einer weitläufigen, würfelförmigen Halle in der Mitte, von wo aus Treppen und Rolltreppen hinauf zur Verteilerebene führen. An Schienen befestigte, viereckige Leuchtkörper vermitteln einen ungewöhnlichen, industriell anmutenden Anblick. Die Verteilerebene ist ähnlich gestaltet und wird von oben durch einfallendes Tageslicht erhellt. Auch die beiden aus Ziegeln bestehenden Eingangspavillons sind der Industriearchitektur nachempfunden.
In 15,8 Metern Tiefe befindet sich die Bahnsteigebene mit zwei Seitenbahnsteigen. Die Entfernung zur benachbarten Station D’Iberville, von Stationsende zu Stationsanfang gemessen, beträgt 607,60 Meter. Es bestehen Anschlüsse zu sechs Buslinien und zwei Nachtbuslinien der Société de transport de Montréal.

## Kunst
Vier verschiedene Künstler gestalteten je ein großflächiges Wandbild, das auf die Betonwand aufgemalt und mit Glasziegeln abgedeckt wurde. Sie sind jeweils 14,6 Meter lang und 2 Meter hoch. Gemeinsames Thema sind die Natur und die Landschaft um einen See. Das Werk von Marcelin Cardinal ist das bunteste und zeigt einen Fluss zwischen grünen und gelben Feldern. Charles Lemay hielt Menschen fest, die am See verschiedenen Aktivitäten nachgehen. Lauréat Marois kombinierte realistische Naturszenen mit strengen geometrischen Formen in blauen Farbtönen. Normand Moffat stellte Pflanzen in verschiedenen Brauntönen und in abstrakter Form dar.

## Geschichte
Die Eröffnung der Station und zugleich der blauen Linie erfolgte am 16. Juni 1986, zusammen mit dem Teilstück in Richtung De Castelnau. Namensgeber ist der Boulevard Saint-Michel, benannt nach Erzengel Michael, dem Schutzpatron der Soldaten und Krieger.
Im Dezember 2011 veröffentlichte die Agence métropolitaine de transport (AMT) die Studie Vision 2020. Gemäß dieser soll die Linie 5 von Saint-Michel aus um 5,8 km nordostwärts ins Arrondissement Anjou verlängert werden. Vorgesehen sind fünf neue Stationen; die Endstation würde sich beim Einkaufszentrum Galeries d’Anjou befinden, in unmittelbarer Nähe eines Autobahnkreuzes. Die Bauarbeiten sollen im Laufe des Jahres 2021 beginnen und 2026 abgeschlossen sein.